# Landry Ier Gros de Brancion
Landry Ier Gros de Brancion, (? - après 1100), seigneur d'Uxelles.

## Biographie
Il est le fils de Bernard Ier Gros de Brancion et d'Emma/Ermentrude.
Il effectue plusieurs donations à l'abbaye de Cluny afin de s'amender des exactions de son père envers les religieux.

## Mariage et succession
Il épouse N... de Malay de qui il a :
- Josserand[4] ;
- Bernard III Gros de Brancion ;
- Landry, chanoine ;
- Guy/Wido ;
- Ulrich, seigneur de Montpont.